# Gab
Gab — англомовний сервіс мікроблогів і соціальна мережа, який дозволяє користувачам читати і писати мультимедійні повідомлення довжиною до 3000 символів, які в українському інтерфейсі сайту називаються «дмухи» (англ. «gabs»). Користувачів мережі називають "габерами" (англ. «gabbers»). Логотипом соцмережі Gab була обрана жабка, що схожа на мем альт-правих - жабку Пепе. Станом на березень 2021 року в соцмережі налічувалося щонайменше 4 млн акаунтів.
Свою роботу соцмережа Gab почала в 2016 році як альтернатива соціальної мережі Twitter. У різних інтерв'ю засновник соцмережі Ендрю Торба пояснював, що задумався над створенням Gab під час президентських виборів 2016 року. Його тоді вразили повідомлення, що великі соціальні мережі, такі як Facebook, можуть ставитися до користувачів несправедливо - в залежності від їх політичної позиції.
Компанія Gab, заснована в 2016 році, позиціонує себе як «соціальна мережа свободи слова» з місією «захищати, відстоювати та зберігати свободу слова в Інтернеті для всіх людей», згідно з описом на її вебсайті. Gab також описують як соціальну мережу, що терпима до різних поглядів і як безпечну зону для спільнот, які були обмежені або заблоковані в інших соціальних мережах.
Gab практично не модерує контент, що публікується користувачами.
У лютому 2019 року Gab запустив Dissenter — розширення для браузера і вебсайт, який дозволяє користувачам Gab коментувати контент, розміщений на будь-якому вебсайті. Він був розроблений, щоб дозволити своїм користувачам уникати практики модерування вебсайтів, яка іноді включає видалення окремих коментарів або видалення або відключення розділів коментарів в цілому.
В описі Gab на її сайті вказується , що Gab є "новим поглядом на один з найпопулярніших додатків Інтернету: соціальні мережі". Спочатку розроблена з проєкту Mastodon, база кодів Gab є безкоштовною та з відкритим кодом, ліцензована згідно з Загальною публічною ліцензією GNU Affero версії 3 (AGPL3).
Зазначається також, що в результаті користувач отримує вибір при використанні Gab Social: він може або мати обліковий запис на Gab.com, або, якщо йому не подобається те, що робить команда Gab.com, чи він просто хоче мати власний проєкт і керувати ним, користувач може розкрутити свій власний соціальний сервер на платформі Gab, що надасть можливість спілкуватися з мільйонами інших користувачів на їх власних серверах в усьому світі, включаючи користувачів у Gab.